# Guadalevín
Le Guadalevín (en espagnol : río Guadalevín) est une rivière d'Espagne, traversant la province de Malaga, en Andalousie.

## Nom
Le nom de la rivière provient de l'arabe wadi-al-Laban (« rivière de lait »). Dans son cours supérieur, il est également nommé río Grande.

## Généralités
Le cours d'eau prend sa source dans la Sierra de las Nieves. Il traverse notamment Ronda, coupant la ville par une gorge longue de 500 m et profonde de 170 m, franchie par trois ponts (pont Neuf, pont Vieux et pont Romain (nl)).
Il se jette dans le Guadiaro.